# Anouschka Bernhard
Anouschka Bernhard (* 5. Oktober 1970 in Waiblingen) ist eine ehemalige deutsche Fußballspielerin.

## Spielerkarriere

### Vereine
Bernhard spielte von 1989 bis 1992 zunächst für den VfL Sindelfingen, zuletzt in der Gruppe Süd der seinerzeit zweigleisigen Bundesliga. Danach folgte eine Saison für Grün-Weiß Brauweiler (in der Gruppe Nord), mit dem Verein sie am 12. Juni 1993 im Olympiastadion Berlin das DFB-Pokal-Finale gegen den TSV Siegen bestritt und der dieses erst mit 5:6 im Elfmeterschießen verlor. Anschließend, von 1993 bis 1998, zuletzt in der ersten Saison der eingleisigen Bundesliga, für den FSV Frankfurt, für den sie im Jahr 2000 von Januar bis Juni nochmals aktiv wurde. Während ihrer Frankfurter Vereinszugehörigkeit gewann sie mit der Mannschaft zweimal die Deutsche Meisterschaft und einmal den nationalen Vereinspokal.

### Auswahl-/Nationalmannschaft
Als Spielerin der Auswahlmannschaft des Hessischen Fußball-Verbandes gewann sie zweimal den Länderpokal.
Am 22. Mai 1994 wurde in Herborn die Auswahlmannschaft des Fußball-Verbandes Mittelrhein mit 3:0 und am 15. April 1995 in Pfingstberg-Hochstädt die Auswahlmannschaft des Badischen Fußballverbandes mit 2:0 bezwungen.
Für die  A-Nationalmannschaft bestritt sie innerhalb von sechs Jahren 47 Länderspiele, in denen ihr ein Tor gelang. Sie debütierte am 30. Juni 1991 in Lüdenscheid beim 2:0-Sieg im Testspiel gegen die Nationalmannschaft Chinas mit Einwechslung in der 52. Minute für Silvia Neid. Ihr einziges Länderspieltor erzielte sie am 9. Juni 1995 in Karlstad beim 6:1-Sieg über die  Nationalmannschaft Brasiliens im letzten Spiel der Gruppe A während der vom 5. bis 18. Juni 1995 in Schweden ausgetragenen Weltmeisterschaft. Zuvor nahm sie mit der Nationalmannschaft an zwei Europameisterschaften teil; 1993 in Italien verlor sie mit ihrer Mannschaft das Spiel um Platz 3 mit 1:3 gegen die Nationalmannschaft Dänemarks, gewann jedoch zwei Jahre später im eigenen Land den Titel.

## Trainerkarriere
Nach ihrer aktiven Karriere trainierte sie den FSV, später die Studentinnen-Nationalmannschaft. Von 2003 bis 2011 war sie als Jugendkoordinatorin (U7 bis U13) bei Hertha BSC tätig.
2009 schloss sie die Ausbildung zum Fußballlehrer als Zweitbeste hinter Holger Stanislawski ab. Seit dem 1. März 2011 ist sie Trainerin der deutschen U16- und U17-Juniorinnen. Am 29. Juni 2012 konnte die von ihr trainierte U17-Mannschaft die Europameisterschaft gewinnen. Nachdem sich die Mannschaft für die EM 2013 erstmals nicht qualifizieren konnte, gelang im Dezember 2013 der erneute Titelgewinn bei der vorgezogenen Endrunde, wodurch sich die Mannschaft auch für die Weltmeisterschaft 2014 qualifizierte. Im Mai 2016 konnten die von ihr trainierten U17 Juniorinnen des DFB zum insgesamt fünften Mal den Titel des Europameisters gewinnen. Bei der Weltmeisterschaft 2016 in Jordanien schied ihre Mannschaft im Viertelfinale mit 1:2 gegen die Auswahl Spaniens aus dem Turnier aus. Die Europameisterschaft 2017 wurde im Finale gegen die Auswahl Spaniens mit 3:2 im Elfmeterschießen hingegen gewonnen.
2020 verließ sie den DFB auf der Suche nach einer neuen Herausforderung. Sie wurde nachfolgend Verbandssportlehrerin des Schleswig-Holsteinischen Fußballverbandes (SHFV) vorgestellt.

## Erfolge
Nationalmannschaft
- Weltmeisterschaftsfinalist 1995
- Europameister 1995, Vierter 1993

Auswahlmannschaft Hessen
- Länderpokal-Sieger 1994, 1995

FSV Frankfurt
- Deutscher Meister 1995, 1998
- DFB-Pokal-Sieger 1996, -Finalist 1998
- DFB-Supercup-Sieger 1995